# السلالة (مسلسل)
السلالة (بالإنجليزية: The Strain)‏ هو مسلسل رعب-دراما تلفزيوني أمريكي عرض لأول مرة في 13 يوليو 2014 على قناة FX. المسلسل من إنشاء جييرمو ديل تورو وتشاك هوغن، مستوحى من ثلاث روايات من تأليفهما.
أحداث المسلسل تبدأ عندما تهبط طائرة في مطار جون إف كينيدي الدولي أضوائها وأبوابها مقفلة. يرسل عالم الأوبئة الدكتور إيفرايم غودويذر وفريقه للتحقيق. على متن الطائرة يجدون 206 جثة وأربعة ناجين. الوضع يتدهور عندما تختفي كل الجثث من المشرحة. يجد الدكتور إيفرايم ومجموعة من صغيرة من المساعدين أنفسهم في معركة ليس لحماية عائلاتهم فقط، ولكن مدينة نيويورك كلها، ضد تهديد قديم العهد للبشرية.
المسلسل تم تجديده في 6 أغسطس، 2014 إلى موسم ثاني سيعرض في 2015.

## روابط خارجية
- الموقع الرسمي
- السلالة على موقع IMDb (الإنجليزية)
- السلالة على موقع ميتاكريتيك (الإنجليزية)
- السلالة على موقع روتن توميتوز (الإنجليزية)
- السلالة على موقع فيلمافينيتي (الإسبانية)
- السلالة على موقع كينوبويسك (الروسية)
- السلالة على موقع ألو سيني (الفرنسية)
- السلالة على موقع قاعدة بيانات الفيلم (الإنجليزية)